# Stéphane Gourdon
Stéphane Gourdon, né le 15 février 1973 à Loches (Indre-et-Loire), est un chanteur français. Surnommé Stéf ou plus couramment Noof, il a sorti trois albums en solo, dont un pour les enfants. Il est d’abord connu pour être le pilier du groupe Les Wriggles, étant le seul membre qui a participé à tous les albums du groupe.

## Style et carrière
Noof est le human-beat-box du groupe Les Wriggles, jouant aussi de la guitare, et plus occasionnellement une cymbale charleston. Il est celui qui chante les chansons les plus émouvantes des Wriggles, telles Le Bouillon, Les Cyprès, Petit Bonhomme.
C'est également un spécialiste du verlan.
Depuis 2009, en solo, il a créé plusieurs personnages de scène, Noof et Petit Noof, avatars au sein de ses spectacles. « Proche de l'univers des petits, Stéphane Gourdon chante le bazar, les difficultés à apprendre et à faire », selon Télérama, lors de mises en scène qui s’apparentent par moments à des numéros de clown musical. Petit Noof, selon La Terrasse, « semble coller à son auteur, qui met ici en scène, en solo et sous son propre surnom — avec la complicité de sa camarade de la Rue Blanche Sandrine Gréaume — un malaise identitaire pas si enfantin, peut-être simplement humain, malaise du corps et du langage bientôt maîtrisé par le savoir-faire ».

## Discographie

### En solo sous le nom de Noof
- 2006 : Que d'la gueule
- 2009 : Commerce écoutable
- 2011 : Petit NOOF

### AvecLes Wriggles

#### Albums
- 1997 : Justice avec des saucisses
- 1999 : Les Wriggles partent en live
- 2002 : Ah bah ouais mais bon
- 2005 : Moi d'abord
- 2006 : Le Best Of
- 2007 : Tant pis ! Tant mieux !
- 2019 : Complètement red
- 2020 : 7 Chansons de Noël
- 2022 : Quatre étoiles

#### DVD
- 2003 : Les Wriggles à la Cigale
- 2005 : Acte V au Trianon
- 2009 : Les Wriggles en TourNez